# Жадаев, Валентин Георгиевич
Валентин Георгиевич Жадаев (01.08.1915 — 29.11.1976) — специалист в области машиностроения для угледобывающей промышленности, лауреат Государственной премии СССР 1970 года.
Родился 01.08.1915 в Москве. В 1932—1934 гг. работал электромонтажником.
Окончил Московский институт цветных металлов и золота (1939) и Всесоюзный заочный политехнический институт (1962).
В 1939—1941 гг. работал в системе Главного управления угольного машиностроения.
С 22.07.1941 по 26.02.1946 г. служил в армии, старший техник-лейтенант. Место службы: ВВС ЗабВО; 583 бао (батальон аэродромного обслуживания) ЗабВО; САвРМ (стационарная авиационная ремонтная мастерская) № 108 12-й воздушной армии; авиаремонтный поезд 2 12 ВА. После демобилизации вернулся на прежнее место работы.
С 1952 года сотрудник Центрального научно-исследовательского и проектно-конструкторского института проходческих машин и комплексов для угольной, горной промышленности и подземного строительства (ЦНИИподземмаш), с 1961 года главный инженер.
Руководил конструкторской группой, которая совместно с инженерами Ясиноватского машиностроительного завода на основе теоретических и экспериментальных работ создала высокопроизводительные машины для полной механизации самых тяжелых проходческих процессов: погрузки взорванной породы и бурения шпуров в шахтных стволах.
По результатам этих работ в 1970 году защитил кандидатскую диссертацию:
- Совершенствование технологии и комплексной механизации проходки вертикальных стволов : диссертация … кандидата технических наук : 05.00.00 / В. Г. Жадаев. — Москва, 1970. — 224 с. : ил.

Соавтор нескольких изобретений.
Лауреат Государственной премии СССР 1970 года (в составе коллектива) — за создание высокопроизводительных средств механизации выемки породы (типа КС), обеспечивших высокие скорости проходки вертикальных стволов шахт горной промышленности.